# Білогриве
Білогри́ве —  село в Україні, у Конотопському районі Сумської області. Площа - 138 га. Населення становить 239 осіб. До 2020 орган місцевого самоврядування — Білогривська сільська рада, до складу якої також входили села Луч, Медведеве, Пасіка, Перемога, Сажалки, Хрещатик, Шлях.

## Географія
Село Білогриве розташоване за 14,2 км від районного центру м. Кролевець. На відстані 1 км розташоване село Шлях. Біля села знаходяться витоки річки Глистянка. По селу протікає пересихаючий струмок. В околицях села знаходиться заповідне урочище Білогриве. Поруч проходять автомобільна дорога Т 1907 і залізниця. Найближча зупинка залізничного транспорту ст. Брюловецький (сполучення Київ - Москва) розташована за 1,5 км. Найближчій автобусний маршрут Кролевець - Шостка, розташований за 2 км.

## Назва
За деякими історичними даними, свою назву село отримало завдяки красивому коню з білою гривою, що належав першим мешканцям села.

## Символіка
На зеленому тлі зображена золота голова коня зі срібною (білою) гривою, що промовляє про назву села (герб є промовистим). Дві квітки картоплі символізують крохмально-патоковий завод, що існував у селі.

## Історія
Село утворилось 1865 р. Перший будинок був зведений Плясом Семеном. До перших мешканців села стали приєднуватись переселенці з сіл Грузьке і Дубовичі. У 1900 в селі було вже 12 дворів, 1917 - 20, а в 1934 їх кількість сягнула 60. З збільшенням мешканців хутір Білогриве стали називати селом. Росту і розвитку Білогривого сприяло будівництво в 1892 р. вузькоколійки на Пирогівку, а протягом 1904 - 1905 рр. будівництва залізниці, що з’єднала Київ і Москву.
У післяреволюційний період роботи з будівництва на території села очолив онук Семена Пляса Павло Сидорович Пляс, який був першим головою сільської ради. Спільно з братами Данилом та Петром, за участю інших жителів села в 1921 р. спорудили приміщення сільської ради, магазин, школу з 3- х класних кімнат, 2 квартири для вчителів.
У 1925 році брати Пляси та ще 17 родин на пайовій основі розпочали будівництво крохмально - паточного заводу, який вже того ж року дав першу продукцію. Отримані заводом прибутки дали змогу продовжити будівництво приміщень соціальної сфери. Тож у 1927 р. було добудовано школу і створено 4-й навчальний клас, що дало змогу навчати майже 100 учнів не лише з Білогривого, а й з навколишніх сіл.
У 1926 р. зведено клуб, у 1932 р. добудовано школу, де вже було 7 класів. У ці роки тривали об’єднавчі процеси у виробничій сфері, об’єднувалися і території. Білогривська сільська рада розширилася завдяки навколишнім хуторам. У березні 1929 р. започаткувало діяльність колективне господарство ім. Комінтерну. Членами колгоспу стали сім’ї, які будували завод, та майже всі родини сіл Білогриве, Шлях, Тарасівка, Перемога.
Організаторами всіх робіт з розбудови с. Білогриве в 30-х р.р., створення колгоспу ім. Комінтерну стали Павло Сидорович Пляс, який став його головою, та Пантелій Кирилович Сущенко, який був у ті роки головою сільської ради. Завдяки трудовим ресурсам та матеріально-технічній базі, у 1940 р. колгосп отримав 332409 крб. прибутку. Він посідав перше місце в районі з капіталовкладень, доходів, високої оплати праці колгоспників, був учасником Всесоюзної сільськогосподарської виставки в Москві. Доярка Ганна Андронівна Сущенко  двічі брала участь у цій виставці, вона нагороджена медаллю „За доблесну працю”, обиралась депутатом Сумської обласної ради.
Під час Німецько-радянської війни місцеві мешканці допомагали фронту. Лідерами села тоді були голова колгоспу ім. Комінтерну Данило Сидорович Пляс та голова сільської ради Олексій Олексійович Подорога. Колгоспну худобу було евакуйовано до Саратовської області. Д.С. Пляс займався підпільною діяльністю.  У вересні 1941 р. окупанти схопили його, відвезли до Кролевця. Там, зазнавши тяжких катувань, він 
загинув. До історії Другої Світової війни в Кролевецькому районі ім’я Д.С. Пляса внесено як патріота підпільного партизанського руху.
На фронтах Німецько-радянської війни воювали 113 жителів с. Білогриве, 45 з яких за мужність та героїзм нагороджені бойовими орденами і медалями. 32 воїни не повернулися з фронтів. Майже 100 жителів 
було вивезено до Німеччини. На знак пошани до земляків, які захищали Батьківщину від німецько-нацистських загарбників, у селі у 1962 р .  споруджено  меморіал Слави, закладено сквер та алею Слави.
У 1943 р. після звільнення села від окупантів колгоспники почали відновлювати роботу господарства під керівництвом Ганни Григорівни Бурим, яка стала його головою після загибелі Д.С Пляса. За кермо трактора, отриманого колгоспом після звільнення від окупації у 1943 р., теж сіла жінка — Євдокія Іванівна Момот. Опанувавши професію механізатора, вона працювала з ранку до ночі, виконуючи поставлені завдання. У 1966 р. за високі трудові досягнення її нагородили орденом „Знак Пошани”. У 1969 р. Євдокія Іванівна брала участь у роботі III Всесоюзного з’їзду колгоспників, у 1971 р. обиралася делегатом XXIV з’їзду КП України. Того ж року отримала високе звання Героя Соціалістичної Праці з врученням ордена Леніна. У грудні 1973 р. знамениту трактористку нагороджено другим орденом Леніна. Нині вулиця с.Шлях, де мешкала Є.І.Момот, носить її ім’я
У 1953 р. до складу сільської ради увійшли села Хрещатик, Пасіка, Брюловецький ( нині Луч), Башівка, Медведеве. Того ж року об’єдналися колгоспи сіл Пасіка і Хрещатик, утворивши колгосп ім. Кірова. В с. Білогриве колгосп отримав нову назву – ім. К. Маркса. Задля ефективного використання техніки, раціонального розміщення поголів’я худоби, в 1958 р. колгоспи ім. Кірова та ім. К.Маркса об’єдналися в одне господарство – колгосп „Дружба”. Головою колгоспу у 1963 р. обрано Василя Семеновича Сокола, жителя с. Шлях. Саме за його ініціативи поновилися будівельні роботи, було створено будівельну бригаду, силами якої в селі спорудили чимало об’єктів. У 1966 р. за високі надої молока колгосп отримав перехідний Червоний Прапор району.
У 1967 р. колгоспники обрали своїм головою Миколу Даниловича Пляса. Організаторські здібності, глибоке знання сільськогосподарського виробництва, вміння спілкуватися з людьми допомогли йому швидко здобути авторитет керівника. Головою колгоспу його обирали протягом 9 років. Впродовж усіх років роботи М. Д. Пляс постійно працював над зміцненням матеріально-технічної бази господарства та розвитком 
соціальної сфери села. Результатом цієї роботи стало завершення у 1968 р. будівництва Будинку культури, у 1969 р. були побудовані пожежне депо, лазня, проводилися реставраційні роботи меморіалу Слави; у 1971-1972 р.р. побудовані два корівники на МТФ-3, три хліви, кормоцех та відгодівельний цех на СТФ-4, дитячий садок у с. Білогриве на 40 місць; відкрилися магазини в селах Пасіка та Шлях. У 1975 р. побудовано водогін у с. Білогриве, завершено будівництво 4-квартирного житлового будинку для вчителів. У тваринництві швидким темпами нарощувалось поголів’я худоби.
У 1976 р. колгосп „Дружба” об’єднався з колгоспом ім. Фрунзе с. Грузьке, і на їх базі було створено радгосп ім. Фрунзе, директором якого до 1980 р. був М.Д.Пляс. Після нього  радгосп ім. Фрунзе очолив Анатолій Федорович Мехедок – молодий, енергійний, здібний спеціаліст, який до цього понад чотири роки працював головним агрономом і був заступником директора.
У 1989 р. радгосп „Дружба” реорганізовано в КСП, а його головою обрано Миколу Кузьмича Костюченка, який працював у радгоспі головним агрономом.
Для села та його керівників 90-і роки були надзвичайно тяжкими. Змінювалися назви колективного господарства, змінювалася його підпорядкованість, але незалежно від цього  треба було утримувати і розвивати соціальну сферу. Тож і далі у колгоспі утримувалося поголів’я корів і свиней на попередньому рівні, працювала садово - городня бригада, в основному збереглася структура посівних площ. У селі відновлювалося будівництво господарських приміщень та житла. За кошти сільської ради та колгоспу розширилася мережа водогону. І все ж у 2002 р. КСП припинило своє існування.
Кілька років орні землі, розташовані на території сільської ради, не оброблялися, хоча й інвестори нібито знаходились. Сьогодні ситуація стабілізувалася: жителі здають в оренду свої паї ТОВ «Кролевець Агро» і отримують за це належну плату.
12 червня 2020 року, відповідно до розпорядження Кабінету Міністрів України № 723-р «Про визначення адміністративних центрів та затвердження територій територіальних громад Сумської області», село увійшло до складу Кролевецької міської громади.
19 липня 2020 року, в результаті адміністративно-територіальної реформи та ліквідації Кролевецького району, увійшло до складу новоутвореного Конотопського району.

## Сьогодення
Нині в селі діють навчально-виховний комплекс "Загальноосвітня школа I-II ступенів - дитячий садок", Будинок культури, фельдшерсько-акушерський пункт, пожежне депо, аптека, відділення зв’язку, бібліотека.

## Пам'ятки
- Білогриве — заповідне урочище.

## Постаті
Сердюк Сергій Віталійович — український військовик, учасник російсько-української війни.